# Titting
Titting er en købstad (markt) i Landkreis Eichstätt i Regierungsbezirk Oberbayern i den tyske delstat Bayern.

## Geografi
Den vidtstrakte kommune Titting ligger i den sydlige del af Fränkische Alb nord for Eichstätt. Kommunens landsbyer ligger dels i dalen til floden Anlauter og dens nabodale, dels i de omgivende højdedrag.
Der er følgende landsbyer, bydele og bebyggelser: Altdorf (med Hegelohe und Maierfeld), Emsing (med Ablaßmühle og Herlingshard), Erkertshofen, Großnottersdorf, Kaldorf, Kesselberg (med Aichmühle, Bürg, Hornmühle og Tafelmühle), Mantlach, Morsbach (med Hainmühle), Petersbuch (med Heiligenkreuz), Stadelhofen samt Titting (med bydelene Michellohe, Obermühle og Sammühle).